# 西脇政敏
西脇 政敏（にしわき まさとし、1963年 - ）は日本の俳優、元子役。

## 人物
1972年から1973年にかけて数々の特撮ドラマのゲスト子役として活躍した。
特に印象的な役として『ウルトラマンA』の第35話で、悪夢のトラウマによっておねしょをして、そのおねしょの地図が実像化して誕生する超獣ドリームギラスを産んでしまい、そのドリームギラスによって翻弄されて苦悩する浅倉雪夫少年を演じて強烈な印象を残した。
既に芸能活動はしておらず、その後の消息は定かではない。

## 出演作品

### テレビ
- トリプルファイター 第4話「トリプル・ファイター危機一髪」（1972年）- 山村守
- 緊急指令10-4・10-10 第22話「少女と花と天国」（1972年）- 川村昇
- ウルトラマンA（1972年）
  - 第26話「全滅! ウルトラ5兄弟」
  - 第27話「奇跡! ウルトラの父」- 坂本ヒロシ
  - 第35話「ゾフィからの贈りもの」- 浅倉雪夫
- ウルトラマンタロウ（1973年）
  - 第17話「2大怪獣 タロウに迫る!」
  - 第18話「ゾフィが死んだ! タロウも死んだ!」
  - 第19話「ウルトラの母 愛の奇跡!」- 小林タケシ
  - 第33話「ウルトラの国大爆発5秒前!」
  - 第34話「ウルトラ6兄弟 最後の日!」- 大谷栄一
  - 第47話「怪獣大将」
- ロボット刑事 第13話「悪魔の煙に気をつけろ!」（1973年）

### 劇場版アニメ
- キャプテン（1981年）[1]- 加藤正男